# 大谷祖廟
大谷祖廟（おおたにそびょう）は、京都市東山区にある真宗大谷派の本山の真宗本廟（東本願寺）が所有する墓地。浄土真宗の宗祖・親鸞の墓所。親鸞の墳墓は「御廟」と呼称される。通称は、「東大谷」。江戸時代は「大谷御坊」と呼称される。
境内の「本堂」と「御廟」、ならびに大谷祖廟に隣接する「東大谷墓地」には絶えることなく参拝者が訪れる。

## 歴史

### 草創
弘長2年11月28日（1263年1月9日）、親鸞は押小路南 万里小路東にある実弟の尋有が院主を務める「善法院」 にて、享年90（満89歳）をもって入滅した。
荼毘の地については、親鸞の曾孫で本願寺第三代覚如の『御伝鈔』に「鳥部野の南の辺、延仁寺に葬したてまつる」と記されている。大谷派は、「延仁寺」（京都市東山区今熊野）にて荼毘に付されたとしている。現在の「延仁寺」は、第二十一代嚴如が再興したものである。
文永9年（1272年）に、東国にいる親鸞の弟子たちの協力を得た覚信尼により、親鸞の遺骨は「大谷」から「吉水の北辺」に改葬され、大谷廟堂が建立される。場所は現在浄土宗総本山知恩院の塔頭・崇泰院がある所である。
元亨元年（1321年）に大谷廟堂は覚如によって寺院化され、本願寺と号して成立する。本願寺は元亨元年（1321年）から寛正6年（1465年）までの間は大谷本願寺とも呼ばれる。本願寺の歴史の詳細については「本願寺の歴史」を参照。
寛正6年（1465年）には比叡山延暦寺西塔の衆徒らによって大谷本願寺が破却されてしまう（寛正の法難）。破却後は、井上願知によって祖墳は守護され大谷道場と称した。
天文元年（1532年）に天文の錯乱によって山科本願寺が破却される。その際、大谷道場も破却されるが、願知の子孫・祐願によって復興された。
元亀2年（1571年）、石山合戦に際し大谷道場が再び破却される。天正17年（1589年）に祐願の妻・妙祐と子息・祐誓が、大谷道場の復興にあたって豊臣秀吉から地銭免除の朱印状を受けている。
慶長5年（1600年）に大谷道場に隣接している知恩院が拡張されるとのことから、それに先立って東本願寺第十二代教如は、祐誓に大谷道場の御堂の移築を命じている。これにより、祐誓は御堂を四条富小路へ移築して徳勝寺を創建している。

### 東西分立
慶長7年（1602年）、本願寺の東西分立に際して教如は東本願寺境内に親鸞、及び本願寺歴代の仮墓を建立する。
慶長8年（1603年）には知恩院の拡張造営工事に際して祐誓の妹婿の善了の申し出により、親鸞荼毘の「延仁寺」の旧地と伝えられる鳥部山に代替地を拝領し、大谷道場は改められ新たに勝久寺として創建された。また、大谷道場の旧地には知恩院塔頭の崇泰院が建立されたが、知恩院作事奉行の一人、勝誉道清によって祖墳遺跡は残されることになった。
寛永16年（1639年）に勝久寺は西本願寺に属することとなった。その後、勝久寺は西本願寺の親鸞廟所として整備され、大谷本廟（西大谷）となった。
勝久寺が西本願寺の末寺になったことにより、東本願寺では新しい祖廟の造営が求められるようになる。寛文10年（1670年）に、東本願寺第十四代琢如は、東本願寺境内に置かれていた親鸞、及び本願寺歴代の仮墓を教如・宣如の両墓と共に東山にある現在地に移し、大谷御坊と称する。
元禄12年（1699年）、第十六代一如は大谷御坊にある祖廟の改築に着手する。翌元禄13年（1700年）4月12日に一如が入滅すると、それにともない改築工事は一時中断となる。元禄14年（1701年）に第十七代真如が一如の一周忌厳修の後に改築工事を再開し、本堂が完成する。また、同年に祖墳の改葬を行っている。元禄16年（1703年）には真如により遷仏会が行われている。
宝永6年（1709年）に虎石を祖墳上に置く。
延享2年（1745年）、江戸幕府第8代将軍徳川吉宗が、大谷御坊に隣接している長楽寺から境内地一万坪を没収し、そのまま大谷御坊に寄進した。これにより寺基が拡張された。
文政3年（1820年）に大谷新道が開かれる。安政4年（1857年）には大谷新道南北の畑地を買い取っている。
1872年（明治5年）に大谷御坊は大谷管刹（おおたにかんさつ）と改称されたが、1876年（明治9年）には大谷別院に改称された。
1952年（昭和27年）、東本願寺の飛び地境内と定められて「大谷本廟」と改称する。
1981年（昭和56年）に現在の名称である大谷祖廟に改められている。
東本願寺は江戸時代に四度の火災に遭っているが、その際には大谷祖廟が御真影（親鸞の影像）の避難所となった。文政6年（1823年）の2度目の火災は11月15日であったため、この年の11月21日から28日までの七昼夜の御正忌報恩講は大谷祖廟において勤められた。
2010年（平成22年）に「宗祖親鸞聖人七百五十回御遠忌」の記念事業「大谷祖廟木造諸建物整備事業」の一環として、本堂と総門（表唐門）が修復されている。表唐門の修復工事の際に、屋根内部より「文久二年壬戌歳 二月廿日上棟 四脚御門建立」と記された棟札が発見される。それまでは「上壇間日記」の記録から、唐門（四脚御門）は安政4年（1858年）以降に東本願寺から移築されたものと考えられていた。しかし、安政5年（1857年）の東本願寺焼失により移築予定の門も焼失したため、現存する「表唐門」は新築されたことが確定した。

## 境内
- 御廟 - 宗祖親鸞ならびに真宗大谷派御歴代の墓所。
- 拝所
- 鐘楼
- 南門
- 寺務所
- 本堂 - 元禄14年（1701年）建立。本尊である阿弥陀如来立像を安置する。
- 庫裏
- 賀慶殿
- 茶室
- 北門
- 太鼓堂 - かつては2階部分の太鼓で時間を知らせていた。現在は時計が普及したため使用されていない。
- 総門（表唐門） - 四脚御門。東大谷参道側の門。

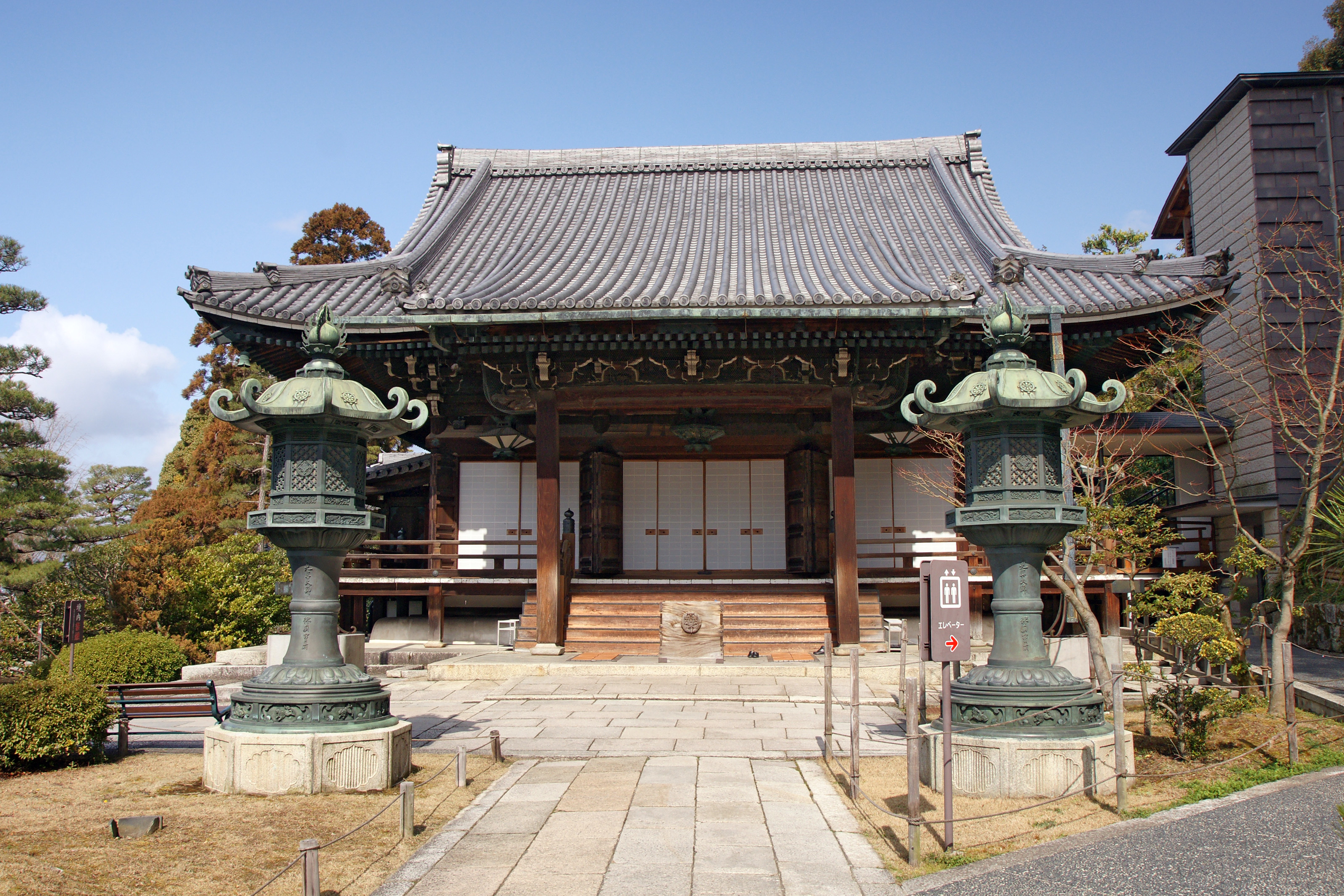
本堂
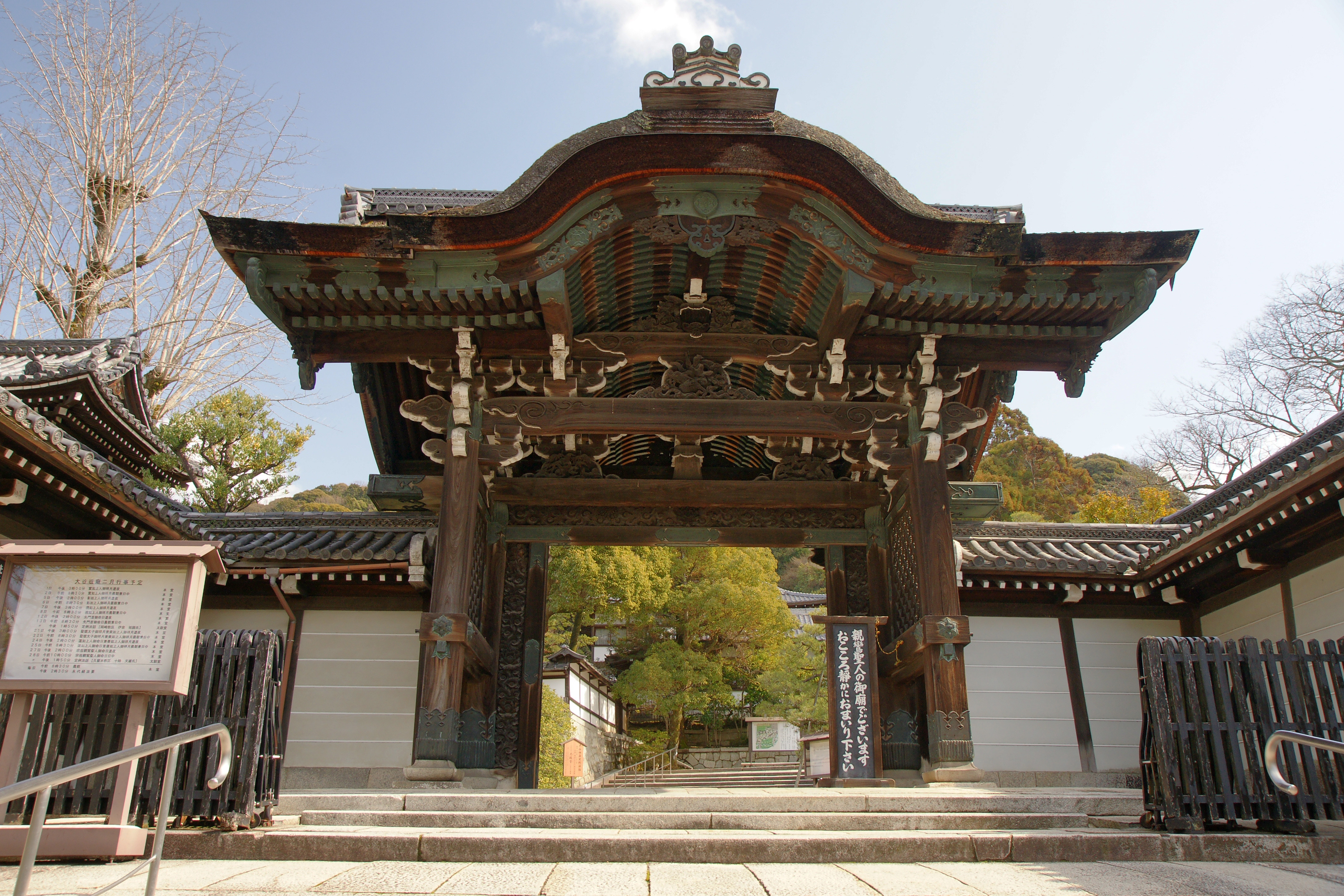
総門（表唐門）
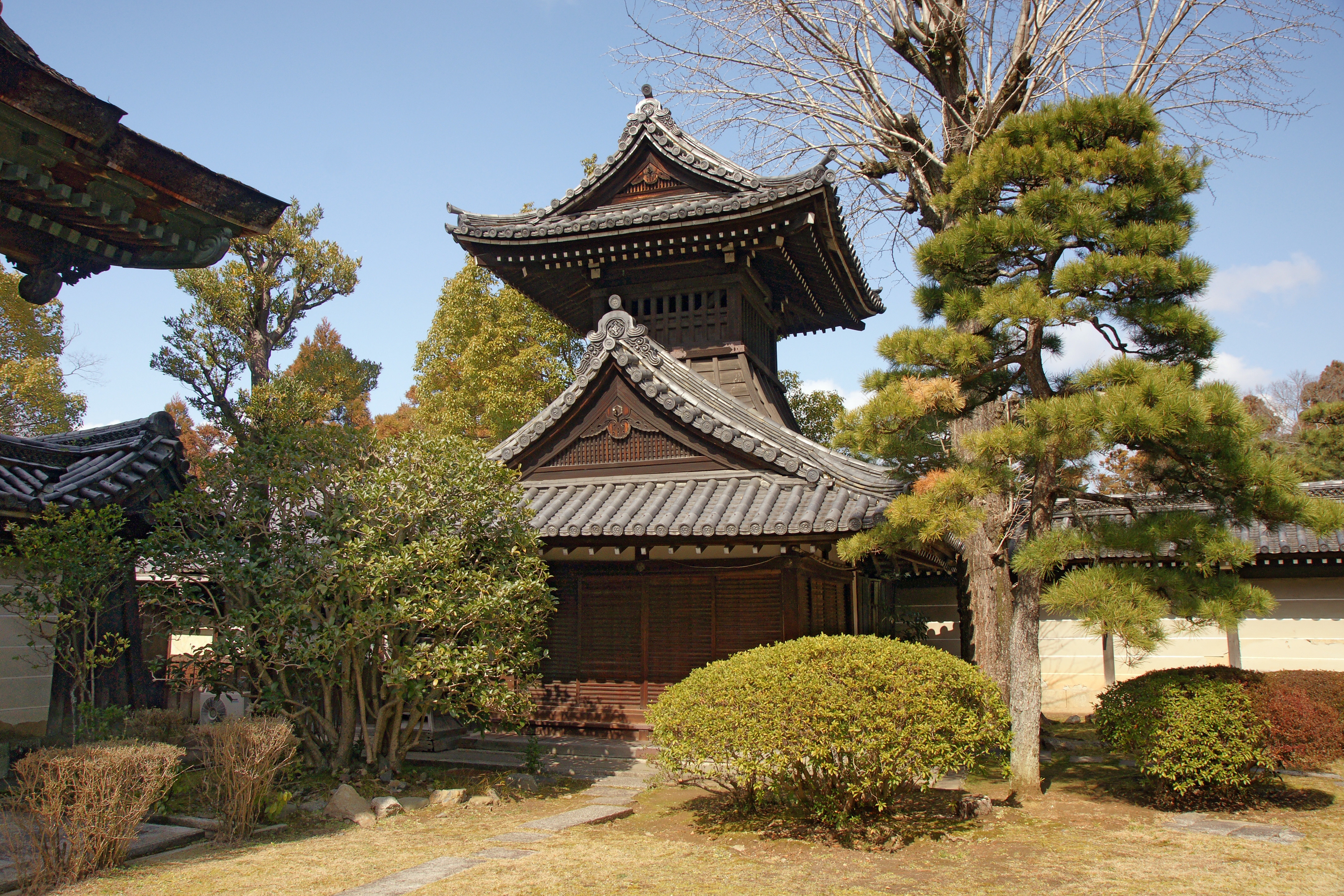
太鼓堂

### 行事
- 花まつり - 4月1日-8日に開催。
- 暁天講座 - 8月1日-5日（毎朝6:30-7:30）に催される早朝法座。
- 東大谷万灯会（ひがしおおたにまんとうえ） - 8月14日-16日に、「大谷祖廟」と「東大谷墓地」において催される。期間中の18:00-21:00には、吊るされた約1万個の提灯の蝋燭に火が灯される。期間中の19:00-20:00に、本堂において「万灯会お盆法要」を厳修する。
- 報恩講 - 9月27日・28日。
- 定例法話 - 先門首の命日である13日と、宗祖親鸞の命日である28日に開催される法話会。8月13日・9月28日・11月28日・12月28日は休会。

## アクセス
- 鉄道
  - 京阪本線 祇園四条駅から徒歩15分
  - 阪急京都線 京都河原町駅から徒歩20分
  - 京都市営地下鉄東西線 東山駅から徒歩20分
- バス
  - 京都市営バス 祇園バス停下車、徒歩10分

### 近隣情報
- 知恩院
- 高台寺
- 八坂神社
- 円山公園
- 長楽寺
- 雙林寺